# Caso del Tour de la Manada
El caso del Tour de La Manada se refiere a un suceso relacionado con la publicación de la página web tourlamanada.com, que se lanzó el 3 de diciembre de 2018 —dos días antes de la resolución del juicio de La Manada el día 5—, y al proceso judicial subsiguiente. El juicio de La Manada fue un caso muy controvertido en el que unos jóvenes violaron a una chica en un portal en el contexto de las fiestas de San Fermín de 2016, que abrió un agitado debate sobre la idoneidad del Código Penal español en los casos de delitos sexuales y que ocupó durante meses la atención de la opinión pública española. La citada web anunciaba un recorrido mensual por los puntos "de la noche más famosa de San Fermín", donde "un grupo de jóvenes con peinados a la última moda" asaltaron a una joven. 
La publicación despertó la atención de los medios de comunicación y las instituciones públicas que unánimemente condenaron los hechos. En muy poco tiempo la página registró un gran número de visitas y a las pocas horas ya no se podía acceder. A las 16:00 horas del día 5 el contenido de la web cambió. Todo se reveló una broma de un colectivo autodenominado “ultrarracionalista” llamado Homo Velamine, los cuales justificaron su acción como denuncia por el tratamiento de los medios de comunicación hacia casos sensibles como el de La Manada.
A pesar del desmentido, los medios no se desdijeron de la existencia del tour y el responsable principal del diseño y publicación de la página fue citado a declarar. El juicio se celebró el 26 de noviembre de 2019 en los juzgados de Pamplona y la sentencia se hizo pública el martes 10 de diciembre del mismo año, resultando en condena de un año y medio y una indemnización de 15 000 euros, a pesar de la oposición del ministerio fiscal. Durante el siguiente año la condena fue ratificada por la Audiencia Provincial de Navarra y el Tribunal Supremo. Finalmente, en mayo de 2025 el Tribunal Constitucional la declaró nula por unanimidad.
El suceso alcanzó relevancia en España, tanto culturalmente al enmarcar su autor la acción dentro de la culture jamming (emulando las acciones de Joey Skaggs en los setenta, como el falso anuncio de un prostíbulo para perros en Nueva York en 1976), como legalmente, ya que supuso la aplicación del artículo 173.1 del código penal, destinado a las víctimas de trato degradante, a un caso sobre libertad de expresión.

## Publicación
La página web tourlamanada.com estuvo en línea entre el 3 y el 5 de diciembre de 2018. La web imitaba la apariencia de una página de una compañía de visitas guiadas ofreciendo un tour del recorrido realizado por los jóvenes de La Manada la noche en la que los cinco hombres del mencionado grupo violaron a una joven de dieciocho años en un portal. Bajo el contenido aparentemente serio se escondían proposiciones como la posibilidad de comprar una calcomanía a imitación del tatuaje de El Prenda, uno de los miembros de La Manada. La web anunciaba, además, estar en contra del maltrato a la mujer.
La página web acaparó una gran atención mediática el día 5, llegando a aparecer en los medios de comunicación más importantes del país. En general, el tratamiento de los artículos era negativo hacia el "tour", calificándolo de "salvaje" o "morboso". Una de las principales críticas residía también en el supuesto afán de lucro.
Durante la mañana del día 5 el alcalde de Pamplona, Joseba Asiron, se manifestó en contra del supuesto tour. Expresó «la necesidad de no publicitar en exceso este tipo de iniciativas porque muy probablemente lo que se esconda detrás de ellas es buscar publicidad». La Policía Municipal de la ciudad publicó un tuit en el que aseguraba estar «llevando una investigación por parte de la unidad correspondiente para ver la veracidad y la autoría del Twitter 'Tour de la manada».
Hacia las 14 horas del día 5 la web apareció caída. Muchos medios y usuarios lo achacaron a una actuación policial, sin embargo los organizadores argumentaron que fue por el alto volumen de tráfico, y que aproximadamente una hora después volvió a estar en línea.

## Desmentido
Según los organizadores, sobre las 16 horas del 5 de diciembre la web mutó, revelando que se trataba de un bulo mediático con intención crítica y satírica. La imagen de cabecera, una foto de los miembros de La Manada, apareció distorsionada, y el falso anuncio del tour fue reemplazado por una recopilación de capturas de pantalla de los medios que habían recogido la noticia, como El Mundo, Telecinco, La Vanguardia o La Sexta. Entre las capturas se intercalaban imágenes de Terelu Campos, Matías Prats, símbolos de dólar o televisores con ruido estático. La colección concluía con la frase "Vender calcomanías con el tatuaje de El Prenda es asqueroso. Tanto como vender clics, solo que eso es mucho menos obvio" y los hashtags #FakeNews y #SociedadDelEspectáculo.
El 6 de diciembre la web recogió además un artículo titulado El día que los medios de comunicación se retrataron a sí mismos, donde se analizaba la repercusión mediática del bulo. El artículo aclaraba que el falso tour en realidad había sido «un acto que ha permitido ver cómo los medios se lanzan como hienas a cualquier cadáver al que le puedan chupar la sangre aún caliente», y cómo los medios «tildaban el tour de indignante» cuando ellos mismos «han publicado hasta la saciedad el recorrido de La Manada de todas las formas posibles». El artículo también desmentía el afán de lucro de la web, que la policía la hubiera cerrado, y que, a pesar del extenso tratamiento mediático de la versión falsa de la web, apenas ningún medio recogió el desmentido. «En Twitter conviven personas que aún creen que el Tour es verdadero con otras que comparten el desmentido», se exponía.
El texto concluía con una reflexión sobre la desinformación y la posverdad: «Es la Edad de la Opinión, donde no importa qué es verdad o no: todo es cierto si hay una masa suficiente de personas dispuestas a creerlo. Y cada individuo necesita diariamente la ración de Grasa informativa para poder reforzar su visión del mundo». Tras ello se mostraban algunas capturas de pantalla de medios de comunicación que habían recogido el recorrido de La Manada con anterioridad, para acabar con una reflexión sobre el propio bulo mediático ("crítica cínica que no propone soluciones"), autoproclamándola "campaña de márketing viral", pero sin revelar la autoría del bulo.

## Autoría y antecedentes
El día 6 de diciembre el colectivo ultrarracionalista Homo Velamine publicó el mismo artículo en su web, como uno de sus "actos ultrarracionales", encuadrándose en la tradición del culture jamming. El texto recogía algunas de las posibles influencias de este bulo mediático. Por una parte, Guy Debord, del que se citaba una frase de La sociedad del espectáculo (1967): «La realidad surge en el espectáculo, y el espectáculo es real. Esta alienación recíproca es la esencia y el sostén de la sociedad existente». Por otra, el artista Joey Skaggs, que en 1976 creó un falso prostíbulo para perros para denunciar las malas prácticas de los medios de comunicación. A diferencia de sus émulos españoles, ninguno de estos activistas llegó a ser condenado por un tribunal a pesar del alcance de muchos de sus actos.

## Proceso penal
Siguiendo las investigaciones de la Policía Foral de Navarra, uno de los miembros de Homo Velamine conocido por su pseudónimo Anónimo García, fue llamado a declarar a los juzgados de la Plaza de Castilla de Madrid el 15 de marzo de 2019, como él mismo indicó en un blog.
Un mes después el acusado recibió la denuncia de la víctima de La Manada. Esta solicitaba tres años, tres meses y un día de prisión, además de 20 000 euros de indemnización, por dos delitos: de odio y de trato degradante. El juez resolvió que había indicios de delito, mientras que el Ministerio Fiscal pidió el sobreseimiento del caso. Los principales medios de comunicación dieron la noticia tomando el hecho como real sin hacer referencia al desmentido que estaba entonces público en la web, ni a la intención satírica de la acción. 
La web del falso tour, que desde junio de 2020 publicó su propio análisis del caso, sugería un móvil económico en la acusación. Exponía que la abogada de la víctima, Teresa Hermida, denunciaba que la cobertura mediática derivada del proceso judicial agravaba la situación de su defendida, pero que fue ella misma[¿quién?] quien filtró la información a la prensa. Además, según la web la abogada adoptaba una postura feminista en el escrito de acusación a pesar de haber defendido en los tribunales a hombres acusados de violencia de género en varias ocasiones. Por último, señalaba que la acusación recurría a una doctora de medicina interna que en su propio curriculum no mencionaba ningún vínculo con la psicología, y que el informe psicológico que respaldaba con su firma estaba fechado casi seis meses después de los hechos, precisamente el mismo día del escrito de acusación. 
El juicio tuvo lugar el martes 26 de noviembre de 2019 en Pamplona y su resolución se hizo pública el 10 de diciembre. El acusado fue absuelto de delito de odio, pero condenado por trato humillante por el 173.1 del Código Penal en una aplicación inédita de este artículo para un caso de libertad de expresión. La condena impuesta fue de un año y medio de prisión, 15 000 euros de indemnización y costas, que la acusación valoró en 12 274 euros. La sentencia fue ratificada por la Audiencia de Navarra en junio de 2020 y por el Tribunal Supremo en diciembre de ese año, y finalmente fue declarada nula por el Tribunal Constitucional en mayo de 2025.

## Valoraciones de la condena
María Luisa Cuerda Arnau, catedrática de derecho penal en la Universidad Jaime I, aborda el caso en un capítulo de libro, en el que destaca tres elementos de las sentencias que le causan "perplejidad":
- La nula consideración de los tribunales de la libertad de expresión, el derecho a la información y/o a la creación artística. Cuerda arguye que, además de no haber valorado previamente si se vulnera un derecho constitucional (lo que en sí ya constituye una irregularidad), las sentencias están siendo extensivas al usar el artículo 173, es decir, están aplicándolo a conductas distintas de las expresamente previstas en la ley.
- La absoluta falta de contextualización del mensaje: «Los órganos jurisdiccionales parecen haber 'comprado' la versión de los medios», dice Cuerda. «A nadie interesó el desmentido, pues priva a los hechos de su condición de espectáculo mediático. La noticia es la ficción: la profecía quedaba, con ello, autocumplida».
- El modo de integrar el dolo de consecuencias necesarias en el artículo 173.1.

La profesora expresa también su preocupación por la desproporción de la pena, impuesta con excesivo «rigor punitivo» según su apreciación, y recuerda que el derecho a la libertad de expresión se vulnera no solo cuando se invade su contenido constitucional, «sino también cuando se reacciona desproporcionadamente (...), por cuanto puede provocar un efecto de desaliento». Cuerda concluye que, si prosperan casos como este, «la única ventaja será el poner fin a tantos programas de televisión en los que la dignidad se ahoga en el lodazal de las peores audiencias. Pero no parece que esa sea una función que corresponda al Código Penal desempeñar».
Por otra parte, la profesora titular de derecho penal Myriam Herrera Moreno ha presentado el caso como un ejemplo de victimización secundaria o revictimización hacia una mujer objeto de violencia sexual, «ajena a su control o fines subjetivos». Respecto a las sentencias, considera que la posible intención crítica de los autores de la web es compatible con el dolo, «siendo la instrumentación burlesca de la víctima directamente asumida como consecuencia necesaria para el alcance del programa crítico». Herrera Moreno califica la pretendida acción performativa de «ejercicio cultural malogrado» al carecer del elemento de la ironía. Así mismo, la profesora tampoco considera posible jurídicamente una eventual aplicación del artículo 14.3 del Código Penal (y en ningún caso como eximente) pues, dada la condición de «operador cultural» de los responsables de la web, no considera posible que estos hubieran estado confundidos sobre el alcance o límites de su libertad de expresión.
Por último, los autores han denunciado que la sentencia atribuye palabras al acusado que este no pronunció, «esto es una broma en la que ha picado hasta la víctima y su letrada». Estas palabras fueron recogidas luego en un comunicado de prensa del Consejo General del Poder Judicial, y más tarde reproducidas por un gran número de medios de comunicación nacionales.

## Consecuencias y repercusión
El caso fue relevante tanto desde el punto de vista cultural como jurídico como de los medios de comunicación.
Desde el punto de vista cultural fue el primer caso sonado de culture jamming en España.[cita requerida] Las consecuencias culturales, legales y mediáticas se interrelacionaron entre sí de varias maneras: al condenar los hechos, las propias instituciones judiciales se habrían convertido en objeto de la crítica propuesta en la acción dirigida en principio a los medios de comunicación; si estos daban por bueno el bulo, aquellas emitieron su sentencia como una extensión de la justicia popular conducida por los medios.[cita requerida] Además la sentencia criminalizó en España un caso concreto de una práctica artística, la del culture jamming, que está ampliamente asentada y tiene una larga tradición en otras partes del mundo como Estados Unidos y Francia.
Juan Soto Ivars escribió un libro relatando todo el proceso y motivaciones que llevaron a la creación de la página web, además de otras acciones de Homo Velamine y Anónimo.